# Kishore Jena
Kishore Jena, né le 6 septembre 1995, est un athlète indien, spécialiste du lancer du javelot.

## Biographie
Il dépasse pour la première fois la limite des 80 mètres en 2023, réalisant successivement 81,05 m, 82,87 m lors des championnats d'Inde, puis 84,38 m. Il atteint la finale des championnats du monde à Budapest et se hisse au 5e rang en portant son record personnel à 84,77 m. En octobre 2023 en finale des Jeux asiatiques à Hangzhou, il améliore ce record avec 87,54 m et remporte la médaille d'argent, derrière son compatriote Neeraj Chopra.

## Palmarès
| Date | Compétition           | Lieu     | Résultat | Marque  |
| ---- | --------------------- | -------- | -------- | ------- |
| 2023 | Championnats du monde | Budapest | 5e       | 84,77 m |
| 2023 | Jeux asiatiques       | Hangzhou | 2e       | 87,54 m |

## Records
| Épreuve           | Marque  | Lieu     | Date           |
| ----------------- | ------- | -------- | -------------- |
| Lancer du javelot | 87,54 m | Hangzhou | 4 octobre 2023 |